# Copa Panamericana de Voleibol Masculino de 2022
La XV Copa Panamericana de Voleibol Masculino fue celebrada del 9 al 14 de agosto de 2022 en Quebec (Canadá), con la participación de seis selecciones nacionales de la NORCECA y dos de la Confederación Sudamericana de Voleibol.

## Participantes
Los grupos se conformaron en base a su posición en la clasificación de la FIVB, utilizando el sistema serpentino.
| Grupo A                                        | Grupo B                          |
| ---------------------------------------------- | -------------------------------- |
| Chile Cuba República Dominicana Estados Unidos | Brasil Canadá México Puerto Rico |

## Formato
Los 8 equipos se dividen en dos grupos de cuatro equipos, enfrentándose en un Sistema de todos contra todos.Los equipos son luego ordenados en base a la cantidad de victorias. En caso de un triple empate, los equipos son ordenados en base a un sistema de puntos mediante el siguiente criterio:
- 5 puntos por victoria 3-0
- 4 puntos por victoria 3-1
- 3 puntos por victoria 3-2
- 2 puntos por derrota 2-3
- 1 punto por derrota 1-3
- 0 puntos por derrota 0-3

En caso de persistir el empate, se ordenarán a los equipos por el radio de puntos y luego por el radio de sets.

## Fase preliminar
Los primeros de ambos grupos avanzan a las semifinales. El segundo y tercer lugar de cada grupo se enfrentan en los cuartos de final, donde el segundo de cada grupo enfrentará al tercero del otro grupo. Los ganadores se suman a las semifinales, mientras que los perdedores pelearán por los puestos del quinto al octavo junto a los últimos de cada grupo. En caso de que tres equipos de un mismo grupo clasifiquen a semifinales, el primero y tercero deben ser emparejados.
- Todos los horarios son Horario del este de América del Norte (UTC-4)

     Clasificado a Semifinales     Clasificado a cuartos de final      Clasificado para 5º-8º lugar

### Grupo A
|      |                      | Pts. | Partidos | Partidos | Puntos | Puntos | Puntos | Sets | Sets | Sets  |
| Pos. | Equipo               | Pts. | G        | P        | G      | P      | Ratio  | G    | P    | Ratio |
| ---- | -------------------- | ---- | -------- | -------- | ------ | ------ | ------ | ---- | ---- | ----- |
| 1    | Cuba                 | 15   | 3        | 0        | 228    | 186    | 1.226  | 9    | 0    | MAX   |
| 2    | Estados Unidos       | 10   | 2        | 1        | 210    | 197    | 1.066  | 6    | 3    | 2.000 |
| 3    | Chile                | 4    | 1        | 2        | 212    | 238    | 0.891  | 3    | 7    | 0.429 |
| 4    | República Dominicana | 1    | 0        | 3        | 217    | 246    | 0.882  | 1    | 9    | 0.111 |

| Fecha  | Hora  |                      | Res. |                      | Set 1 | Set 2 | Set 3 | Set 4 | Set 5 | Total |
| ------ | ----- | -------------------- | ---- | -------------------- | ----- | ----- | ----- | ----- | ----- | ----- |
| 9 Ago  | 11:30 | República Dominicana | 0–3  | Estados Unidos       | 23–25 | 23–25 | 23–25 |       |       | 69–75 |
| 9 Ago  | 17:00 | Chile                | 0–3  | Cuba                 | 17–25 | 20–25 | 26–28 |       |       | 63–78 |
| 10 Ago | 11:30 | Cuba                 | 3–0  | República Dominicana | 25–21 | 25–21 | 25–21 |       |       | 75–63 |
| 10 Ago | 17:00 | Estados Unidos       | 3–0  | Chile                | 25–22 | 25–17 | 25–14 |       |       | 75–53 |
| 11 Ago | 11:30 | Chile                | 3–1  | República Dominicana | 21–25 | 25–22 | 25–23 | 25–15 |       | 96–85 |
| 11 Ago | 17:00 | Estados Unidos       | 0–3  | Cuba                 | 21–25 | 20–25 | 19–25 |       |       | 60–75 |

### Grupo B
|      |             | Pts. | Partidos | Partidos | Puntos | Puntos | Puntos | Sets | Sets | Sets  |
| Pos. | Equipo      | Pts. | G        | P        | G      | P      | Ratio  | G    | P    | Ratio |
| ---- | ----------- | ---- | -------- | -------- | ------ | ------ | ------ | ---- | ---- | ----- |
| 1    | Canadá      | 10   | 2        | 1        | 288    | 250    | 1.152  | 8    | 5    | 1.600 |
| 2    | México      | 9    | 2        | 1        | 291    | 297    | 0.980  | 8    | 6    | 1.333 |
| 3    | Puerto Rico | 7    | 2        | 1        | 260    | 260    | 1.000  | 6    | 6    | 1.000 |
| 4    | Brasil      | 4    | 0        | 3        | 268    | 300    | 0.893  | 4    | 9    | 0.444 |

| Fecha  | Hora  |        | Res. |             | Set 1 | Set 2 | Set 3 | Set 4 | Set 5 | Total   |
| ------ | ----- | ------ | ---- | ----------- | ----- | ----- | ----- | ----- | ----- | ------- |
| 9 Ago  | 14:00 | Brasil | 1–3  | Puerto Rico | 21–25 | 18–25 | 25–21 | 25–27 |       | 89–98   |
| 9 Ago  | 19:30 | Canadá | 2–3  | México      | 25–23 | 25–13 | 21–25 | 23–25 | 11–15 | 105–101 |
| 10 Ago | 14:00 | Brasil | 1–3  | México      | 25–19 | 20–25 | 18–25 | 19–25 |       | 82–94   |
| 10 Ago | 19:30 | Canadá | 3–0  | Puerto Rico | 25–17 | 25–17 | 25–18 |       |       | 75–52   |
| 11 Ago | 14:00 | México | 2–3  | Puerto Rico | 14–25 | 15–25 | 25–21 | 25–20 | 17–19 | 96–110  |
| 11 Ago | 19:30 | Canadá | 3–2  | Brasil      | 22–25 | 25–20 | 21–25 | 25–20 | 15–7  | 108–97  |

## Fase final
|  | Cuartos de final | Cuartos de final | Cuartos de final |                |   | Semifinales | Semifinales   | Semifinales   |               |       | Final          | Final          | Final |  |
|  |                  |                  |                  |                |   |             |               |               |               |       |                |                |       |  |
|  |                  |                  |                  |                |   |             |               |               |               |       |                |                |       |  |
|  |                  |                  |                  |                |   |             |               |               |               |       |                |                |       |  |
|  |                  |                  |                  |                |   |             |               |               |               |       |                |                |       |  |
|  |                  |                  |                  |                |   |             |               |               |               |       |                |                |       |  |
|  |                  | 1                | Cuba             | 3              |   |             |               |               |               |       |                |                |       |  |
|  |                  |                  |                  | 3              |   |             |               |               |               |       |                |                |       |  |
|  |                  |                  |                  | Chile          | 0 |             |               |               |               |       |                |                |       |  |
|  | México           | México           | 2                | Chile          | 0 |             |               |               |               |       |                |                |       |  |
|  | México           | México           | 2                |                |   |             |               |               |               |       |                |                |       |  |
|  | Chile            | Chile            | 3                |                |   |             |               |               |               |       |                |                |       |  |
|  | Chile            | Chile            | 3                |                |   |             |               |               |               | Cuba  | Cuba           | 3              |       |  |
|  |                  |                  |                  |                |   |             |               |               |               | Cuba  | Cuba           | 3              |       |  |
|  |                  |                  | Canadá           | Canadá         | 0 |             |               |               |               |       |                |                |       |  |
|  |                  |                  | Canadá           | Canadá         | 0 |             |               |               |               |       |                |                |       |  |
|  |                  |                  |                  |                |   |             |               |               |               |       |                |                |       |  |
|  |                  |                  |                  |                |   |             |               |               |               |       |                |                |       |  |
|  |                  | Canadá           | Canadá           | 3              |   |             | Tercer puesto | Tercer puesto | Tercer puesto |       |                |                |       |  |
|  |                  |                  |                  | 3              |   |             | Tercer puesto | Tercer puesto | Tercer puesto |       |                |                |       |  |
|  |                  |                  | Estados Unidos   | Estados Unidos | 2 |             |               |               |               |       |                |                |       |  |
|  | Estados Unidos   | Estados Unidos   | Estados Unidos   | Estados Unidos | 2 | 3           |               |               | Chile         | Chile | 1              |                |       |  |
|  | Estados Unidos   | Estados Unidos   |                  |                |   |             |               |               | Chile         | Chile | 1              |                |       |  |
|  | Puerto Rico      | Puerto Rico      | 0                |                |   |             |               |               |               |       | Estados Unidos | Estados Unidos | 3     |  |
|  | Puerto Rico      | Puerto Rico      | 0                |                |   |             |               |               |               |       | Estados Unidos | Estados Unidos | 3     |  |
|  |                  |                  |                  |                |   |             |               |               |               |       |                |                |       |  |

|  | Semifinales          | Semifinales |   |        | Quinto Puesto        | Quinto Puesto |  |
|  |                      |             |   |        |                      |               |  |
|  |                      |             |   |        |                      |               |  |
|  | Brasil               | 0           |   |        |                      |               |  |
|  | Puerto Rico          | 3           |   |        |                      |               |  |
|  |                      |             |   |        |                      |               |  |
|  |                      |             |   |        |                      |               |  |
|  |                      |             |   |        | Puerto Rico          | 3             |  |
|  |                      | México      | 1 |        |                      |               |  |
|  |                      |             |   |        |                      |               |  |
|  |                      |             |   |        |                      |               |  |
|  |                      |             |   |        | Séptimo puesto       |               |  |
|  |                      |             |   |        |                      |               |  |
|  | República Dominicana | 1           |   | Brasil | 2                    |               |  |
|  | México               | 3           |   |        | República Dominicana | 3             |  |

### Cuartos de final
| Fecha  | Hora  |                | Res. |             | Set 1 | Set 2 | Set 3 | Set 4 | Set 5 | Total   |
| ------ | ----- | -------------- | ---- | ----------- | ----- | ----- | ----- | ----- | ----- | ------- |
| 12 Ago | 17:00 | México         | 2–3  | Chile       | 25–17 | 17–25 | 21–25 | 26–24 | 14–16 | 103–107 |
| 12 Ago | 19:30 | Estados Unidos | 3–0  | Puerto Rico | 25–17 | 29–27 | 26–24 |       |       | 80–68   |

### Quinto a Octavo Puesto
| Fecha  | Hora  |                      | Res. |             | Set 1 | Set 2 | Set 3 | Set 4 | Set 5 | Total  |
| ------ | ----- | -------------------- | ---- | ----------- | ----- | ----- | ----- | ----- | ----- | ------ |
| 13 Ago | 11:30 | Brasil               | 0–3  | Puerto Rico | 23–25 | 22–25 | 19–25 |       |       | 64–75  |
| 13 Ago | 14:00 | República Dominicana | 1–3  | México      | 14–25 | 29–27 | 18–25 | 15–25 |       | 76–102 |

### Semifinales
| Fecha  | Hora  |        | Res. |                | Set 1 | Set 2 | Set 3 | Set 4 | Set 5 | Total   |
| ------ | ----- | ------ | ---- | -------------- | ----- | ----- | ----- | ----- | ----- | ------- |
| 13 Ago | 17:00 | Cuba   | 3–0  | Chile          | 25–16 | 25–20 | 25–21 |       |       | 75–57   |
| 13 Ago | 19:30 | Canadá | 3–2  | Estados Unidos | 22–25 | 21–25 | 29–27 | 25–23 | 15–12 | 112–112 |

### Séptimo Puesto
| Fecha  | Hora |        | Res. |                      | Set 1 | Set 2 | Set 3 | Set 4 | Set 5 | Total   |
| ------ | ---- | ------ | ---- | -------------------- | ----- | ----- | ----- | ----- | ----- | ------- |
| 14 Ago | 9:00 | Brasil | 2–3  | República Dominicana | 23–25 | 25–22 | 17–25 | 25–18 | 10–15 | 100–105 |

### Quinto Puesto
| Fecha  | Hora  |             | Res. |        | Set 1 | Set 2 | Set 3 | Set 4 | Set 5 | Total  |
| ------ | ----- | ----------- | ---- | ------ | ----- | ----- | ----- | ----- | ----- | ------ |
| 14 Ago | 11:30 | Puerto Rico | 3–1  | México | 26–24 | 25–27 | 25–23 | 25–19 |       | 101–93 |

### Tercer Puesto
| Fecha  | Hora  |       | Res. |                | Set 1 | Set 2 | Set 3 | Set 4 | Set 5 | Total |
| ------ | ----- | ----- | ---- | -------------- | ----- | ----- | ----- | ----- | ----- | ----- |
| 14 Ago | 14:30 | Chile | 1–3  | Estados Unidos | 16–25 | 15–25 | 25–22 | 21–25 |       | 77–97 |

### Final
| Fecha  | Hora  |      | Res. |        | Set 1 | Set 2 | Set 3 | Set 4 | Set 5 | Total |
| ------ | ----- | ---- | ---- | ------ | ----- | ----- | ----- | ----- | ----- | ----- |
| 14 Ago | 17:00 | Cuba | 3–0  | Canadá | 25–17 | 25–17 | 25–23 |       |       | 75–57 |

## Posiciones finales
| Pos.              | Equipo               |
| ----------------- | -------------------- |
| Medalla de oro    | Cuba                 |
| Medalla de plata  | Canadá               |
| Medalla de bronce | Estados Unidos       |
| 4                 | Chile                |
| 5                 | Puerto Rico          |
| 6                 | México               |
| 7                 | República Dominicana |
| 8                 | Brasil               |

| Campeón de la Copa panamericana de voleibol masculino 2022 |
| ---------------------------------------------------------- |
| Cuba 4º Título                                             |